# Ludwig Darmstaedter

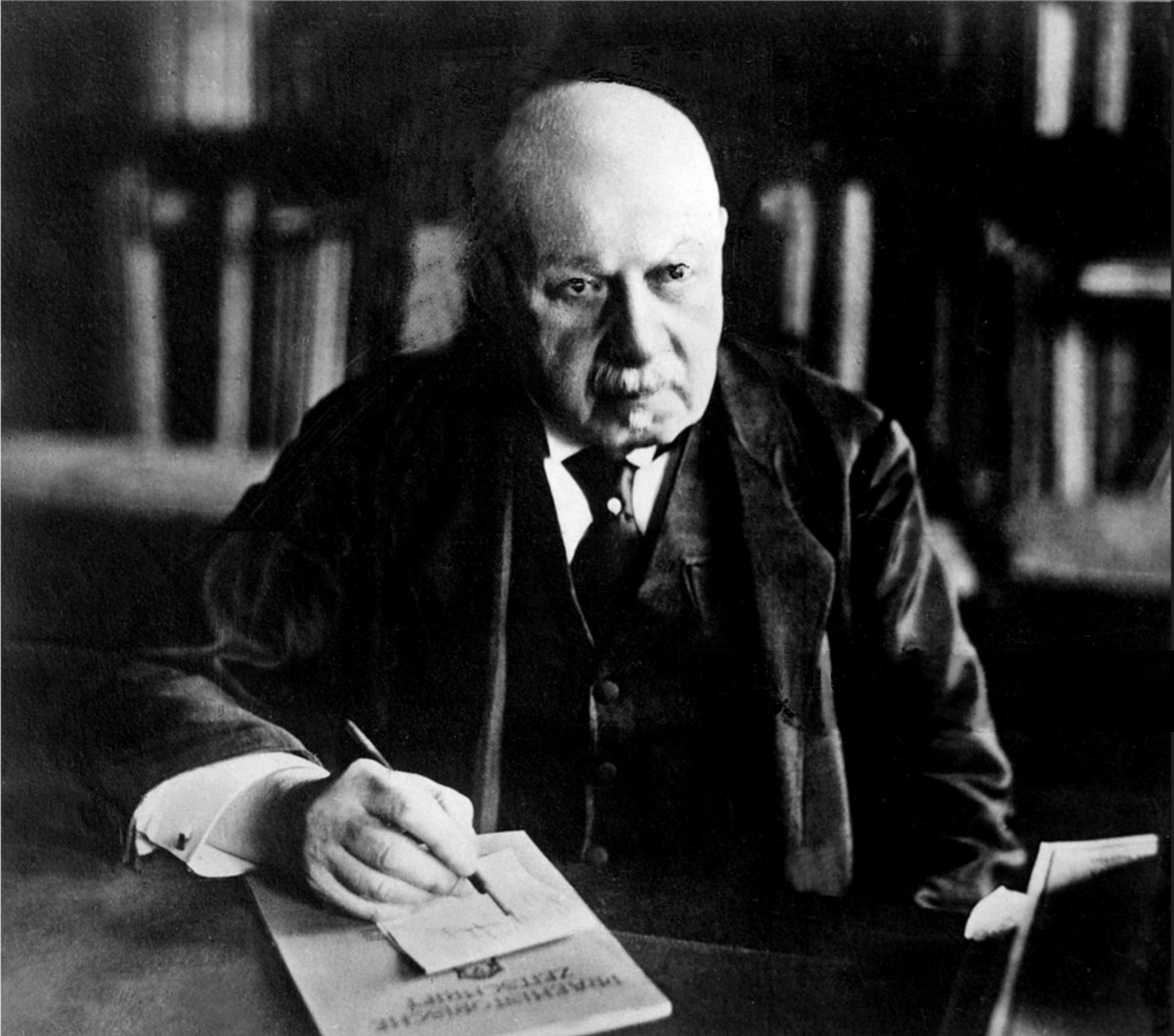
Ludwig Darmstaedter (etwa 1920)

Ludwig Darmstaedter (geboren 9. August 1846 in Mannheim; gestorben 18. Oktober 1927 in Berlin) war ein deutscher Chemiker und Wissenschaftshistoriker.
Er legte eine umfangreiche Sammlung von Autographen und Korrespondenzen vorwiegend von Gelehrten der Naturwissenschaften an. Sie bildet einen wesentlichen Grundstock der Handschriftenabteilung der Staatsbibliothek zu Berlin. Dafür wurde er dort zum Direktor ehrenhalber ernannt. Außerdem gründete er 1914 den Verein der Freunde der Königlichen Bibliothek.

## Leben
Im Jahr 1846 wurde Ludwig Darmstaedter als zehntes Kind einer jüdischen Tuchhändler-Familie in Mannheim geboren. Mit 14 Jahren wurde er Waise und danach von seinem wesentlich älteren Stiefbruder groß gezogen. Er hatte schon in der Kindheit Neigungen zum Sammeln und Wandern in der Natur, mit der er sich eng verbunden fühlte. 
Ab 1864 studierte er an der Universität Heidelberg, zunächst bei dem Mineralogen Johann Reinhard Blum. Dann wechselte er zum Fach Chemie, studierte bei Robert Wilhelm Bunsen und Emil Erlenmeyer und wurde 1867 promoviert. Anschließend setzte er an der Universität Leipzig bei Adolph Wilhelm Hermann Kolbe seine Studien fort. Danach wechselte er zu Carl Hermann Wichelhaus (1842–1927) und beteiligte sich in dessen Privatlaboratorium an Arbeiten und Studien zur Alkalischmelze von Sulfosäuren.
In dieser Zeit verfasste er eine Reihe von Arbeiten zur organischen Chemie, die publiziert wurden. Dann verbrachte er einige Jahre als „Wanderjahre“ im Ausland. In Berlin arbeitete er mit dem Chemiker Benno Jaffé (1840–1923) an Problemen der industriellen Glyceringewinnung und wurde dessen Teilhaber in dem Unternehmen Dr. Benno Jaffe & Darmstaedter. Ab dem Jahr 1884 wurde die Fabrikation um die Reinherstellung von Lanolin erweitert, was sich ab 1890 bewährte.
Darmstaedters besonderes Interesse galt der Geschichte der Naturwissenschaften. Als Wissenschaftshistoriker verfasste Darmstaedter unter anderem ein Standardwerk der Geschichte der Naturwissenschaften und der Technik.
Er legte bis zum Jahre 1906 eine umfangreiche Sammlung von Autographen, Manuskripten, Nachlässen, Tagebüchern, Kollegheften und Sammlerstücken aus Porzellan an, überwiegend von Gelehrten aus Naturwissenschaft und Technik. Seine Neigung zu Reisen in andere Länder Europas war bis 1894 auch dem Bergsteigen in den Alpen gewidmet; ihm gelangen in den Dolomiten unter der Führung von Johann Niederwieser einige Erstbesteigungen.
Im Jahre 1904 veröffentlichte er mit René du Bois-Reymond (1863–1936) eine Sammlung von Tabellen der Geschichte der exakten Wissenschaften unter dem Titel 4000 Jahre Pionierarbeit in den exakten Naturwissenschaften. Diese Arbeit erschien 1908 in einer zweiten Auflage unter dem Titel Handbuch zur Geschichte der Naturwissenschaften und der Technik, in welcher die Chronologie der Entwicklung der naturwissenschaftlichen Erkenntnisse gezeigt wurde.
Als im Jahre 1907 seine Sammlung den Bestand von rund 23.000 Schriftstücken und 9.000 Namen vom ausgehenden 15. Jahrhundert bis zum Jahre 1900 erreicht hatte, übergab er diese Sammlung der Königlichen Bibliothek, der heutigen Staatsbibliothek zu Berlin. Die Sammlung Darmstaedter bildet dort einen wichtigen Bestandteil der Autographensammlung. Wilhelm Doegen hatte ab 1917 mit der Hilfe und finanziellen Unterstützung von Darmstaedter eine Sammlung von Stimmporträts bekannter Persönlichkeiten aufgebaut, welche als Ergänzung der Autographensammlung diente. Diese schenkte er am 22. März 1914 der Königlichen Bibliothek. Die Sammlung von Stimmaufnahmen ging 1920 in die neu gegründete Lautabteilung der Preußischen Staatsbibliothek über und wurde dort sowie ab 1934 am Institut für Lautforschung der Berliner Universität bis 1944 fortgeführt. Die noch erhaltenen Teile der Sammlung finden sich heute im Lautarchiv der Humboldt-Universität zu Berlin.
Am 26. Februar 1914 gründete er den Verein der Freunde der Königlichen Bibliothek, dessen Wirken bis zum Jahre 1940 dauerte und der im Jahre 1945 aufgelöst wurde. Seit dem Jahr 1920 bis zu seinem Tod war Darmstaedter Mitglied des Senats der Kaiser-Wilhelm-Gesellschaft.
Von 1907 bis 1926 wirkte er jeden Tag in der Königlichen Bibliothek, um seine Sammlung zu katalogisieren, aufzubereiten und zu vergrößern. Er verfasste auch zahlreiche biographische Essays, die in der Tagespresse veröffentlicht wurden. Im Jahre 1926 veröffentlichte er die Schrift Biographische Miniaturen, die fünfzig Naturwissenschaftler und Erfinder vom 16. bis 19. Jahrhundert porträtierten. Seine letzte Veröffentlichung, dem Chemiehistoriker Marcellin Berthelot gewidmet, wurde im Oktober 1927 in der Vossischen Zeitung abgedruckt.
In den 1920er Jahren wirkten sich die Turbulenzen der Hyperinflation von 1923 auch auf die finanziellen Zuwendungen von Darmstaedter an die Universität Frankfurt und die anderen Sammlungen aus. Seit 1920 erhielt er in seiner Tätigkeit des weiteren Aufbaus der Sammlungen die Hilfe des Botanikers und Bibliotheksrats Julius Schuster. Die Inflation zwang Darmstaedter im Jahre 1924, das preußische Kultusministerium darum zu ersuchen, ihn von seinen eingegangenen Verpflichtungen zu entlasten. Seine Porzellansammlung ließ er zu diesen Zwecken 1925 versteigern. Trotzdem fand der jüdische Sammler weiterhin viele Unterstützer, die ihm Geldmittel zur Verfügung stellten, darunter auch der Minister für Wissenschaft, Kultur und Volksbildung Carl Heinrich Becker.
Am Ende seiner Tätigkeit, die in der Staatsbibliothek mit einem ständig steigenden Interesse zur Benutzung der gesammelten Schriftstücke und Forschungsarbeiten verbunden war, hatte die Sammlung einen Umfang von 190.000 Schriftstücken und 45.000 Namen erreicht und wurde damit zur größten Autographensammlung innerhalb der Staatsbibliothek. Als Anerkennung wurde er deshalb dort zum Direktor ehrenhalber ernannt. Mit dem Mediziner Paul Ehrlich war er durch seine Schwägerin Franska Speyer verbunden, die auf Bitte von Darmstaedter die Forschungen Ehrlichs wesentlich durch finanzielle Mittel unterstützte.
Der Name Ludwig Darmstaedters lebt darüber hinaus im Titel einer der renommiertesten und höchstdotierten Auszeichnungen für Medizin und Naturwissenschaften weiter, dem Paul-Ehrlich-und-Ludwig-Darmstaedter-Preis, der von der Paul-Ehrlich-Stiftung in Zusammenarbeit mit der Johann Wolfgang Goethe-Universität und privaten Stiftern für internationale Spitzenleistungen im Grenzbereich von Chemie und Medizin verliehen wird.

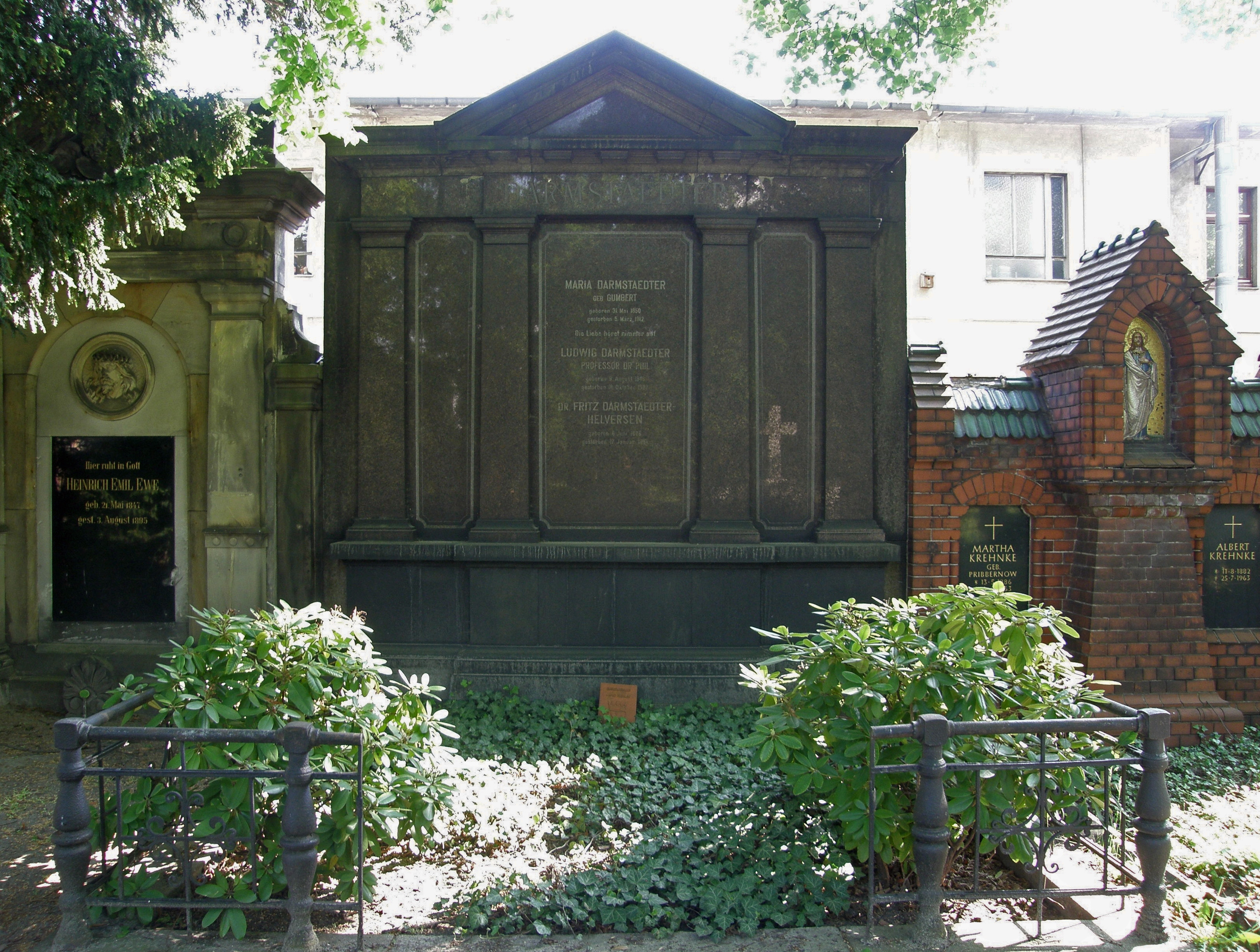
Grab von Ludwig Darmstaedter in Berlin-Schöneberg (2009), hier noch mit Ehrengrab-Markierung

Ludwig Darmstaedter starb 1927 im Alter von 81 Jahren in Berlin. Sein Grab befindet sich auf dem Alten Zwölf-Apostel-Kirchhof in Berlin-Schöneberg. Von 1990 bis 2014 war Darmstaedters letzte Ruhestätte als Berliner Ehrengrab gewidmet.
Sein Neffe Ernst Darmstaedter (1877–1938), ein promovierter Chemiker und Sohn von Julius Darmstaedter, widmete sich ab 1906 in München als Privatgelehrter der Geschichte der Naturwissenschaften und Medizin (u. a. Georg Agricola, Paracelsus, Pseudo-Geber). Er gab 1922 bis 1928 die Münchner Beiträge zur Geschichte der Naturwissenschaften und Medizin heraus. 
Sein Sohn Paul Darmstaedter war Professor für Wirtschafts- und Kolonialgeschichte an der Universität Göttingen.

## Schriften
- mit Réné du Bois-Reymond: 4000 Jahre Pionierarbeit in den exakten Wissenschaften (nach Jahren sortiert), Berlin 1904, online bei archive.org; 2. Auflage: Handbuch zur Geschichte der Naturwissenschaften und der Technik. Berlin 1908 (Textarchiv – Internet Archive)
- Königliche Bibliothek zu Berlin. Verzeichnis der Autographensammlung. Berlin 1909.
- Naturforscher und Erfinder. Biographische Miniaturen. Bielefeld 1926.